# Boapaba
Boapaba é um distrito do município brasileiro de Colatina, no interior do estado do Espírito Santo. Segundo o censo demográfico de 2022, realizado pelo Instituto Brasileiro de Geografia e Estatística (IBGE), sua população era de 1 670 habitantes e havia 603 domicílios particulares permanentes ocupados.

## História
O distrito foi criado pela lei municipal de 26 de dezembro de 1895.

## Geografia

### População
Pelo Censo 2010 (IBGE) a população total do distrito era de 1 716 habitantes, e a população urbana era de 582 habitantes.